# The New Republic
The New Republic  è una rivista  statunitense liberal di politica e cultura pubblicata ininterrottamente a partire dal 1914. Settimanale per la maggior parte della sua storia, la rivista è attualmente pubblicata una ventina di volte all'anno, con una tiratura approssimata di 50 000 copie.

## Storia
The New Republic fu fondato nel 1914 da Willard D. Straight, sua moglie Dorothy e Herbert Croly (saggista e teorico politico). I fondatori, di idee progressiste, si ispirarono al “nuovo nazionalismo” di Alexander Hamilton (1755-1804).
La società editrice fu chiamata Herbert Croly and Co. Lo stesso Croly fu il direttore responsabile. Il primo numero uscì il 7 novembre, al prezzo di 10 centesimi di dollaro.
Nel 1974 la proprietà del giornale fu rilevata da Martin Peretz (che assunse anche la direzione). Nel 1998 fu coinvolto nello scandalo de "l'inventore di favole", il giovane giornalista Stephen Glass che si scoprì inventava i suoi articoli.
Nel 2000 la diffusione era di 100 000 copie, la rivista usciva circa 20 volte l'anno. La sezione letteraria, guidata sin dal 1983 da Leon Wieseltier, era considerata quella di maggiore pregio.

Negli anni successivi la diffusione ha cominciato a scendere, fino a toccare 40 000 copie.
Nel 2012 il New Republic è stato acquisito da Chris Hughes (cofondatore di Facebook). Il nuovo proprietario ha cambiato sia il direttore che il responsabile della sezione Cultura e ha avviato un piano di rilancio.
Prevede la transizione verso un nuovo mezzo d'informazione integrato verticalmente, tra versione cartacea e edizione online.
Nel 2016, dopo alcune difficoltà nella ristrutturazione della testata, Hughes decide di mettere in vendita la sua quota del «New Republic». Il 26 febbraio la cede all'editore Win McCormack.

## Direttori
- Herbert Croly (1914–1930)
- Bruce Bliven (1930–1946)
- Henry A. Wallace (1946–1948)
- Michael Straight (1948–1956)
- Gilbert A. Harrison (1956–1975)
- Martin Peretz (1975–1979)
- Michael Kinsley (1979–1981)
- Hendrik Hertzberg (1981–1985)
- Michael Kinsley (1985–1989)
- Hendrik Hertzberg (1989–1991)
- Andrew Sullivan (1991–1996)
- Michael Kelly (1996–1997)
- Charles Lane  (1997–1999)
- Peter Beinart (1999–2006)
- Franklin Foer (2006–2010)
- Richard Just (2010–2012)
- Franklin Foer (2012–2014)
- Gabriel Snyder (2014–2016)
- Eric Bates (2016–in carica)

## Firme
Dagli anni novanta del XX secolo ad oggi.
- Jonathan Cohn
- William Deresiewicz
- Niall Ferguson
- Matt Groening, illustratore, creatore della serie I Simpson
- Tony Judt
- Robert Kagan
- Damon Linker
- Sherwin B. Nuland
- Camille Paglia
- Steven Pinker
- Noam Scheiber
- Amartya Sen
- Joseph Stiglitz
- Cass Sunstein
- Álvaro Vargas Llosa
- Leon Wieseltier